# Nukuoro (språk)
Nukuoro är ett polynesiskt språk som talas i Mikronesiska federationen. År 2010 uppskattades det språket att ha bara 860 talare. Största delen av talarna bor i Mikronesien men det finns också mindre grupper i USA som tala nukuoro. Dess närmaste släktspråk är kapingamarangi som delar 55 % av lexikon. Speciellt de äldre talar också ponape.
Språket skrivs med latinska alfabetet. Nya testamentet översattes till nukuoro år 1986.

## Fonologi

### Konsonanter
|           |           | Labial | Alveolar | Velar | Glottal |
| --------- | --------- | ------ | -------- | ----- | ------- |
| Nasal     | Nasal     | m      | n        | ŋ     |         |
| Klusil    | Norm.     | pː     | tː       | kː    |         |
| Klusil    | Asp.      | pʰ     | tʰ       | kʰ    |         |
| Klusil    | Tonad     | b      | d        | g     |         |
| Frikativ  | Frikativ  |        | s ~ ɕ    | h ~ x | h ~ x   |
| Tremulant | Tremulant |        | ɾ        |       |         |

Källa:

### Vokaler
|            | Främre | Central | Bakre |
| ---------- | ------ | ------- | ----- |
| Sluten     | i      |         | u     |
| Halvsluten | e      |         | o     |
| Öppen      |        | a ~ æ   |       |

Källa: